# Andrzej Sypytkowski

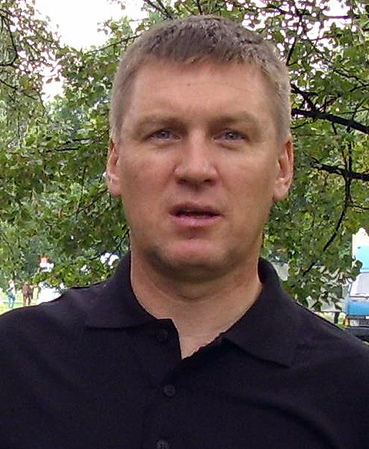
Andrzej Sypytkowski, 2007

Andrzej Sypytkowski (* 14. Oktober 1963 in Koszalin) ist ein ehemaliger polnischer Radrennfahrer und nationaler Meister im Radsport.

## Sportliche Laufbahn
Sypytkowski war Straßenradsportler. Sein größter sportlicher Erfolg war der Gewinn der Silbermedaille im Mannschaftszeitfahren bei den Olympischen Sommerspielen 1988 in Seoul gemeinsam mit Zenon Jaskula, Joachim Halupczok und Marek Leśniewski.
Sein erster größerer Erfolg war ein Etappensieg in der heimischen Polen-Rundfahrt 1986. 1987 gewann er das Etappenrennen Małopolski Wyścig Górski, 1989 die Rundfahrt Dookoła Mazowsza, 1997 die Rundfahrt Bałtyk-Karkonosze Tour, 1998 das Etappenrennen Szlakiem Grodów Piastowskich. 1989 gewann er mit seinen Teamkameraden von Seoul die Silbermedaille im Mannschaftszeitfahren bei den UCI-Straßen-Weltmeisterschaften hinter dem deutschen Vierer.
1992 wurde er bei den Olympischen Sommerspielen in Barcelona Sechster im Straßenrennen beim Sieg von Fabio Casartelli und startete auch im Mannschaftszeitfahren. 1993 konnte er mehrere bedeutende Rennen in der Schweiz gewinnen, wie die Ostschweizer Rundfahrt, die Meisterschaft von Zürich (Amateure) und die Tour du Lac Léman.
Viermal war er für Polen am Start der UCI-Straßen-Weltmeisterschaften, der 10. Platz 1991 war sein bestes Ergebnis im Einzelrennen. Bei den Profis fuhr er dreimal das Weltmeisterschaftsrennen. 1985 wurde er polnischer Meister im Mannschaftszeitfahren. Vier Silbermedaillen in verschiedenen Disziplinen konnte er ebenfalls verbuchen. Neunmal bestritt er die Polen-Rundfahrt (1993 wurde er Vierter), dreimal war er bei der Internationalen Friedensfahrt am Start, wobei seine beste Platzierung der 41. Rang 1991 war.
1994 wurde er Berufsfahrer im spanischen Team Kelme. Im folgenden Jahr gewann er die polnische Meisterschaft im Straßenrennen der Profis. Bis zum Ende seiner Laufbahn konnte er noch einige Rundfahrten wie Baltic-Tour 1997, die CCC-Tour 1998 und die Japan-Rundfahrt 1999 gewinnen. 1994 war er der 73. im Giro d’Italia.

## Berufliches
Nach dem Ende seiner Sportkarriere war er von 2000 bis 2004 Direktor der Radsportgruppe CCC. Später begann er sein eigenes Radsportgeschäft zu führen. Bei den Kommunalwahlen 2006 wurde er zum Stadtrat in seiner Heimatgemeinde gewählt.